# Rhododendron lagopus
Rhododendron lagopus är en ljungväxtart som beskrevs av Takenoshin Nakai. Rhododendron lagopus ingår i släktet rododendron, och familjen ljungväxter. Utöver nominatformen finns också underarten R. l. albiflorum.